# 금릉 남공철 묘역
금릉 남공철 묘역은 대한민국 경기도 성남시 수정구 금토동에 있다. 2002년 12월 16일 성남시의 향토문화재 제4호로 지정되었다.

## 개요
남공철(1760~1840)은 조선 후기의 문장가이자 정치가이이다. 묘역은 금토동 능안골 청계산 자락에 남향하여 있고, 상,하로 있는 2기의 묘 중 아래의 묘이다. 원형의 봉분은 용미와 활개가 없으며 크기는 높이 140cm, 둘레 16.5m이다. 문인석이 없고 혼유석, 상석, 6각 향로석, 8각 망주석, 옥개석, 비갈만 단촐하게 있으나 옛 원형을 그대로 간직하여 조선 후기 사대부들의 묘제 연구의 문화재적 가치가 크다. 특히 비신의 비문을 자신이 생전에 찬술하여 당나라 안진경 글자로 집자하여 금석학 연구에 귀한 자료가 되기도 한다.

## 같이 보기
- 남공철